# Intuitu personae
Intuitu personae е латински римско-правен термин и в превод на български означава „с оглед на личността“. Терминът отразява елемента на лично доверие при някои сделки, като например договора за поръчка (mandatum) и договора за дружество (societas), при които личността на договарящите се страни и от решаващо значение.

## Същност
Принципът е, че задължен да извърши изпълнението е длъжникът. Но тъй като целта на облигационното отношение е да се изпълни това, което се дължи на кредитора, изпълнението може да се извърши от трето лице, стига договорът да не е сключен с оглед личността на длъжника (поради някакво негово умение или качество, което кара кредитора да избере именно него при сключване и изпълнение на договора). В този втори случай кредиторът не е длъжен да приеме изпълнението от трето лице и длъжникът не се освобождава от задължението си. Ако кредиторът е бил в грешка относно личността на длъжника, той може да иска разваляне на договора.
Третото лице трябва да изпълни ефективно (не чрез прихващане или друг способ за погасяване на облигационното отношение). Той може да действа от името на длъжника или от свое име, също така може да има или не интерес от изпълнението.

## Неизпълнение и невиновна невъзможност

### Неизпълнение
Неизпълненние на договор, сключен с оглед личността на длъжника по вина на последния, повлича отговорността за вреди на същия.
Ако длъжникът не изпълни по вина на кредитора (кредиторът не оказва необходимото съдействие, неоправдано не приема предложеното изпълнение), то следва:
- Намалява степента на грижа, която трябва да положи длъжникът, но само за случаите на умисъл и груба небрежност;
- Отпадат последиците от забавата на длъжника, ако такава е била налице;
- Рискът преминава върху кредитора, ако е бил върху длъжника;
- Необходимите разноски от забавата са за сметка на кредитора. Вредите, които длъжникът е претърпял, остават за негова сметка, ако кредиторът не е виновен.

### Невиновна невъзможност
При невиновна невъзможност за изпълнение (случайно събитие или непреодолима сила) длъжникът се освобождава от отговорността за вредите.

#### Окончателна невъзможност
Ако невъзможнността е пълна, задължението и облигационното отношение се развалят по право. Но кредиторът може да иска заместващата облага, ако има такава. Неблагоприятните последици се понасят различно според случая:
- При едностранните договори от кредитора, защото единствен той има вземане (важи правилото „комуто ползите, нему и вредите“);
- При двустранните договори от длъжника, заради функционалната връзка между задълженията;
- При задължения за даване (dare) от собственика (кредитора).

Ако невъзможността е частична:
- При едностранните договори кредиторът получава само възможната част и заместващата облага за невъзможната, ако има такава;
- При двустранните договори кредиторът може: да получи и да даде съответно частично изпълнение; или да иска разваляне на договора по съдебен ред, стига да няма интерес от частичното изпълнение;
- Ако рискът е за собственика (кредитора) изпълнява цялото си насрещно задължение, като има право на заместващата облага.

#### Временна невъзможност
При случай на временна невъзможност изпълнението не може да се иска, а ако е започнало, се спира до отпадане на пречката, като длъжникът не изпада в забава. При двустранните договори кредиторът може да спре изпълнението на насрещното си задължение, ако рискът не е за него.
Ако с течение на времето изпълнението стане безполезно, кредиторът може да иска прекратяване на договора по съдебен ред (за да докаже отпадналия си интерес).